# Снайпер: Оръжие на възмездието
„Снайпер: Оръжие на възмездието“ (на руски: Снайпер: Оружие возмездия) е игрален филм за Великата отечествена война, заснет в две версии – филмова версия и телевизионна версия.

## История
Заснемането на някои от епизодите се провежда в замъка Мир, разположен в градското селище Мир, Гродненска област на Република Беларус през лятото на 2008 г. Сталинград е „пресъздаден“ в изоставен завод край Минск.
Снимките са завършени в началото на 2009 г.
Той е придобит за показване от Първи канал на Русия. 
23 февруари 2010 г. – премиера в Русия. Въз основа на резултатите от оперативното измерване на аудиторията от TNS Русия, той оглавява списъка на най-популярните програми за седмицата на основните руски телевизионни канали (Първи канал, канали Русия 1, НТВ, СТС, ТНТ и РЕН ТВ).

## Сюжет
Сталинград, 1942 г. От страна на съветските войски успешно действа група от девет снайперисти, сред които се открояват техният командир, старши лейтенант Яшин (Дмитрий Певцов) и момичето Алеся (Алина Сергеева), наречена от германците „Вещицата“. От немска страна им се противопоставя и снайперист, капитан Карл Клайст. Германецът създава капан, в който Алеся умира, а Яшин е ранен от куршум, маркиран с буквите „KK“ (личен знак на Карл Клайст).
В края на Великата отечествена война Яшин, вече майор, става комендант на малък немски град, разположен до средновековен замък. Тайни немски чертежи на ракети Фау-2 са открити в замъка. Инженер Михайловски идва в града в търсене на немски ракетни оръжия. В замъка обаче има група от десет немски снайперисти под ръководството на Карл Клайст, които трябва да подготвят ракетата за изстрелване и да минират и взривят замъка. Германски снайперисти убиват много съветски войници и залавят Михайловски. От тялото на убития съветски офицер лекарят изважда куршум с надпис „КК“, същият като този, който Яшин все още пази у себе си.
Яшин призовава трима войници от своята снайперска група и заедно те щурмуват замъка. По време на битката всички членове на екипите Яшин и Клайст умират; Яшин и Клайст организират импровизиран дуел, в който Яшин печели.